# Chà vá chân đen

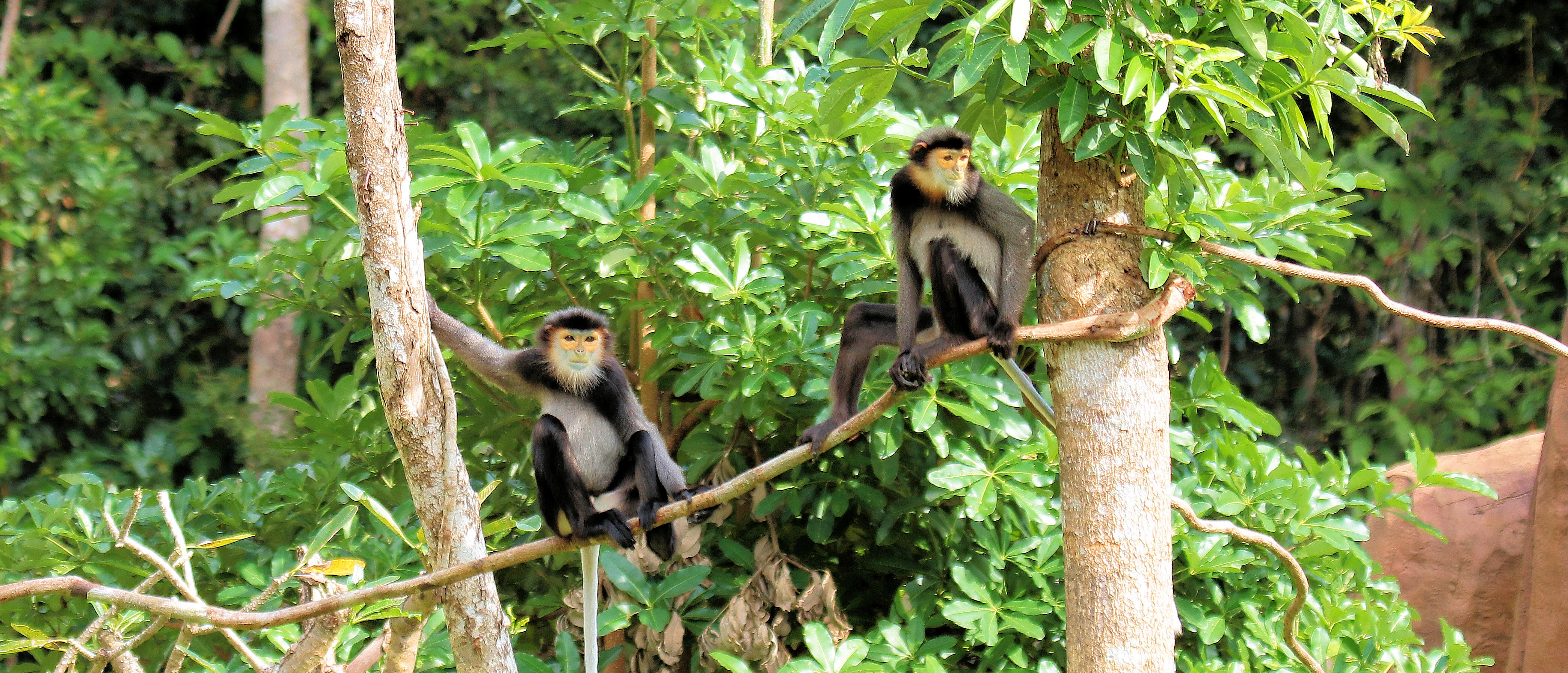
Chà vá chân đen

Chà vá chân đen (danh pháp hai phần: 'Pygathrix nigripes') là một loài khỉ ăn lá đặc hữu của Việt Nam và Campuchia.

## Lịch sử
Chà vá chân đen được nhìn nhận từ năm 1871 nhưng lúc bấy giờ chúng được coi như một phân loại của Pygathrix nemaeus nên có danh pháp khoa học là P. nemaeus nigripes. Mãi đến thế kỷ 21 giới khoa học mới sắp xếp lại và kết luận rằng chúng là một loại riêng, mang tên P. nigripes.

## Phân bố
Chà vá chân đen sinh sống ở khu vực Nam Trường Sơn của Việt Nam (Cao nguyên Lâm Viên) và miền núi Campuchia lân cận.

## Hình dạng & Tập tính
Cả ba loại chà vá nói chung (Pygathrix nemaeus, Pygathrix cinerea và Pygathrix nigripes) có thân lông xám với vết lông trắng ở mông. Lông vai và tay màu đen. Lông trên đầu màu xám nhưng có một vành đen phía trên trán. Chúng có vành râu quai nón màu trắng trong khi phía cổ thì lông màu dà, hung đỏ. Mắt chúng hơi xếch. Tay chà vá dài hơn chân. Đuôi dài, sắc lông trắng.
Khác biệt giữa ba loại chà vá là lông từ mông trở xuống. Chà vá chân đen, như tên đặt cho chúng, có cặp chân đen. Hai cánh tay cũng đen.
Thức ăn của chúng gần như toàn lá cây, thỉnh thoảng thêm trái cây và hoa.
Không như những loài khỉ khác, khi có biến chúng trở thành bất động nên dễ bị săn bắt.